# 布萊頓站
布萊頓站（英語：Brighton railway station）是英國英格蘭東薩塞克斯郡城市布萊頓的一座火車站。在鐵路系統上，本站相距倫敦橋站（經雷德希爾）81.45公里。本站由戈維亞泰晤士連線鐵路公司管理，並提供所有列車服務。在2018年4月至2019年3月之間，布萊頓站有超過1.7千萬名乘客上下車，是英國倫敦以外地區第七繁忙的火車站。
倫敦及布萊頓鐵路公司於1840-41年興建本站。1840年5月本站啟用時，鐵路只向西沿海岸連接了濱海索爾海姆。1841年9月，鐵路向內陸延伸至海沃茲希斯和倫敦橋站。1846年，鐵路向東（經過倫敦路高架橋）延伸至雷威斯。1846年，該公司與在樸茨茅夫、黑斯廷斯的鐵路公司合併成倫敦、布萊頓及南海岸鐵路公司。

## 歷史
倫敦及布萊頓鐵路公司於1840年起在當時的布萊頓市區北緣興建了客運站、貨運站、機車車廠和機務段。這些鐵路設施距離海邊0.80公里、位於海拔21米處。

### 客運站

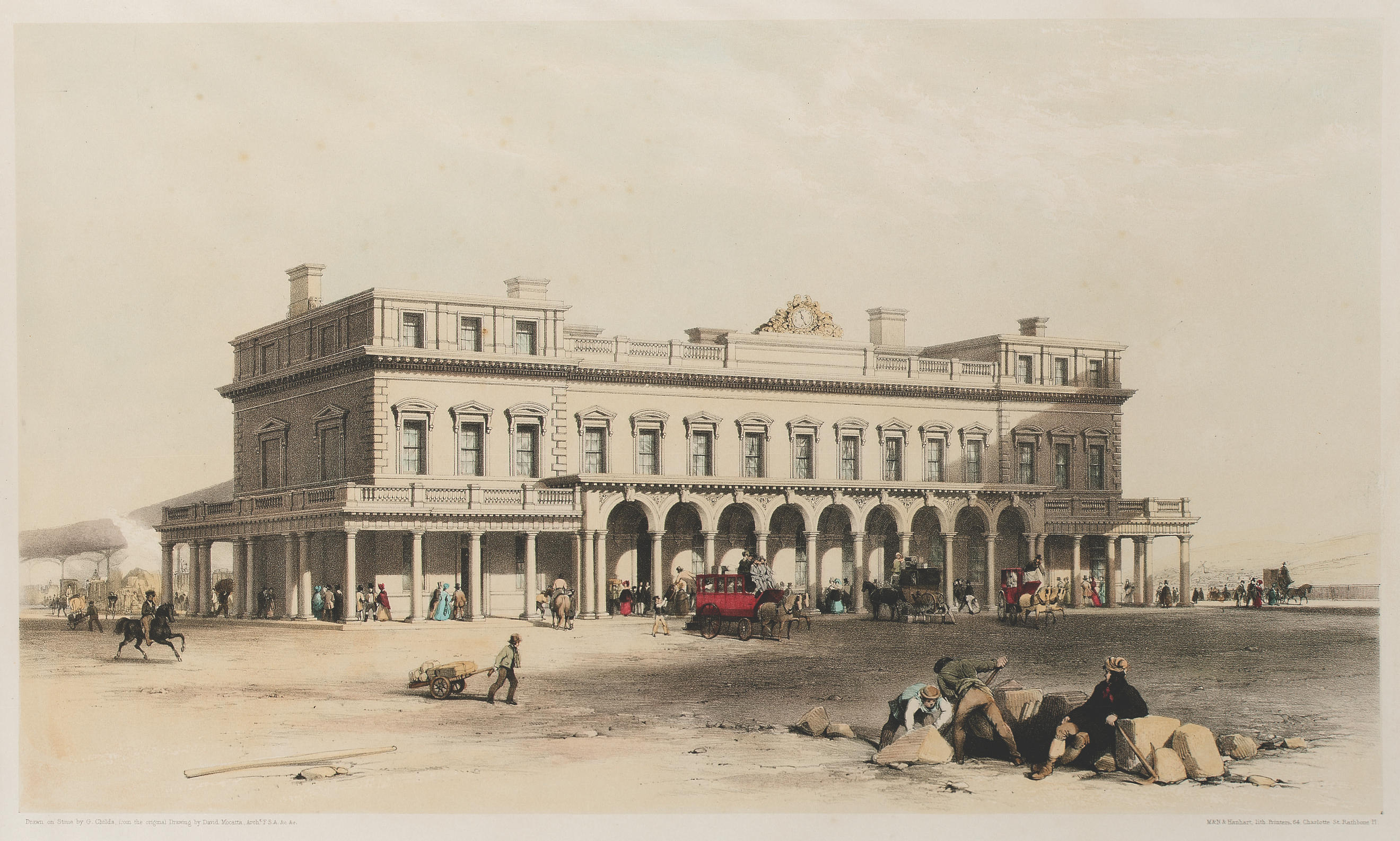
1841年時的本站大樓

初時的客運站大樓為三層、帶有意大利風格的建築，大樓內設有倫敦及布萊頓鐵路公司的總部辦公室。 這座大樓被認為與倫敦及南安普頓鐵路公司於1838年落成的九榆樹鐵路站大樓有不少相似之處。1840年5月12日，本站開始提供前往濱海索爾海姆的列車服務。1841年9月21日，本站開始提供前往倫敦的列車服務。
布萊頓、雷威斯及黑斯廷斯鐵路於1846年6月8日通車時，本站亦得以擴張。
1973年4月30日，本站被列為2*級登錄建築。2001年2月，本站是布萊頓及霍夫地區70座2*級登錄建築和1,218座登錄建築其中之一。
2012年，本站獲英國運輸部的車站商業項目基金撥款 450 萬英鎊以改善車站設施。除了翻新車站大堂外，改善工程亦包括增加檢票口數量、改進佈局、增加座位和零售店以及拆除前WH史密斯商店結構。

### 貨運站
本站客運站東側原本設有貨運站及貨場。由於地勢問題，貨運站及貨場較客運站海拔低9.1米。現時貨場原址已被重新發展，大部分成為新英格蘭區（New England Quarter）。

### 昔日列車服務及營運商
下列鐵路公司曾於本站提供客運列車服務：
- 倫敦及布萊頓鐵路
- 倫敦、布萊頓及南海岸鐵路
- 南部鐵路
- 英國鐵路
- 縱貫鐵路
- 西南列車
- 維珍縱貫鐵路
- Connex南部中央
- 威塞克斯列車
- 泰晤士連線（1997-2006）
- 第一首都連線
- 大西部鐵路

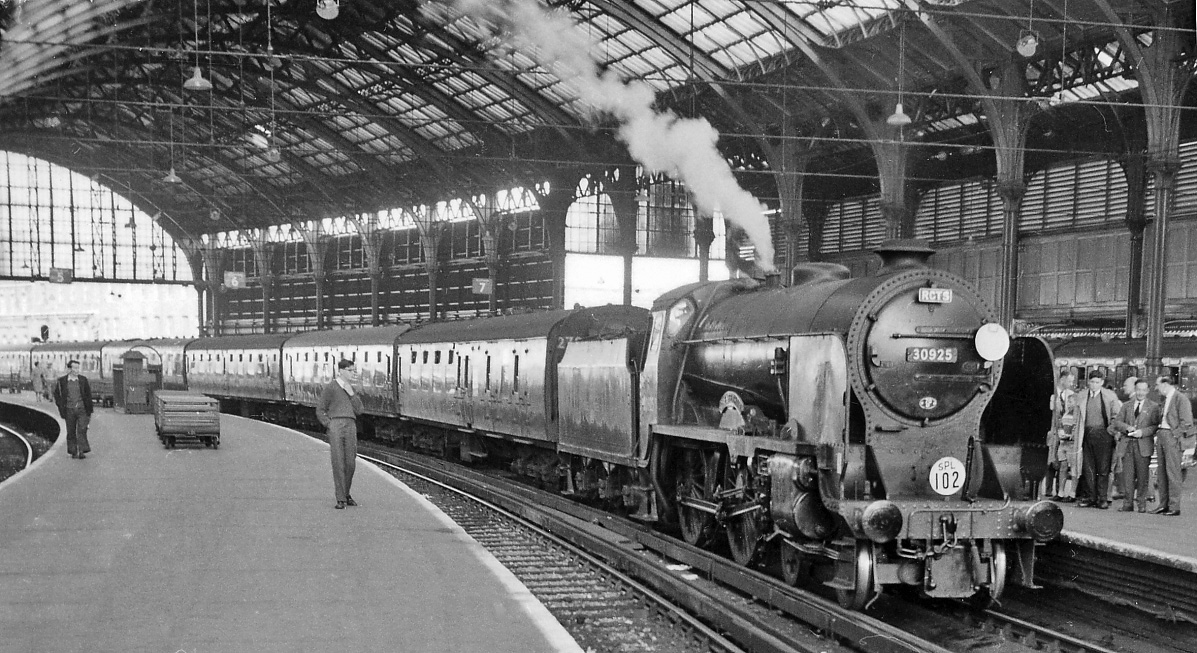
1962年時的本站內部

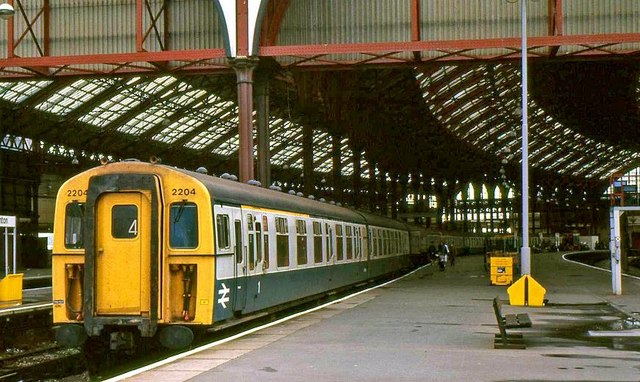
1986年時於本站停靠的一列英國鐵路421型列車，當時本站屬於英國鐵路南部分區

2007年12月前，西南列車曾於本站營運前往雷丁和佩恩頓（經沃辛和奇切斯特）的列車服務。
2008年12月前，縱貫鐵路曾營運前往伯明翰新街及更遠的列車服務。
2018年5月前，南方鐵路曾經營運每小時一班來往本站和阿什福德國際車站（經義本）的列車服務。此後，列車服務縮短為來往義本及阿什福德國際車站。
2022年5月前，大西部鐵路曾經提供有限度列車服務前往布里斯托聖殿草地站及更遠的目的地。

## 月台
本站有8個月台，從車站主門望向眾月台，1至8號月台由左至右排別。除了1號月台，所有月台均能容納12卡列車。1號月台只能容納10卡列車。
- 1、2號月台只能供服務西海岸線的列車使用。造些列車由南方鐵路營運，並前往霍夫、沃辛、奇切斯特、樸茨茅夫港和南安普頓中央等目的地。
- 3號月台可供所有路線的列車使用。雖然如此，只有4卡車廂長或更短的列車才能由西海岸線進入本站的3號月台。布萊頓主線及東海岸線的列車長度則沒有限制。本站的信號系統亦容許該月台同時停靠一列西海岸線的列車和另一列布萊頓主線或東海岸線（列車長度只可達4卡車廂長）的列車。在日間，該月台主要供前往倫敦維多利亞車站的南方鐵路列車和蓋特威克特快列車使用。
- 4至8號月台可供布萊頓主線或東海岸線的列車使用。4號月台與3號月台一樣主要供前往倫敦維多利亞車站的南方鐵路列車和蓋特威克特快列車使用。5、6號月台分別主要供前往劍橋、貝德福德的泰晤士連線列車使用。7、8號月台則主要供東海岸線的南方鐵路列車使用。

## 設施
本站設有一個票務處、一間旅遊資訊中心和數間零售商店。本站亦設有巴士站、出租車站、停車場和單車停放處。2014年，位於本站後站出口的一座單車泊車設施落成啟用。該設施由英國運輸部（出資50萬英鎊）、英國鐵路網公司（出資20萬英鎊）、南方鐵路和布萊頓市議會（各出資10萬英鎊）共同出資興建，樓高三層，除了擁有500個單車泊位外，還設有單車商店（可購買或租賃單車）、單車維修設施、廁所、沐浴間、更衣室和咖啡廳。該設施全日24小時開放，在該處停泊單車亦是免費。
本站的大堂設有餐廳、咖啡廳、一間報攤和其他飲食及零售店舖。本站前方經常有攤販及美食車在營業。2014年，在英國下議院議員（霍夫選區）彼得·凱爾的要求下，南方鐵路公司於本站大堂增設了一部公眾鋼琴。

## 列車服務

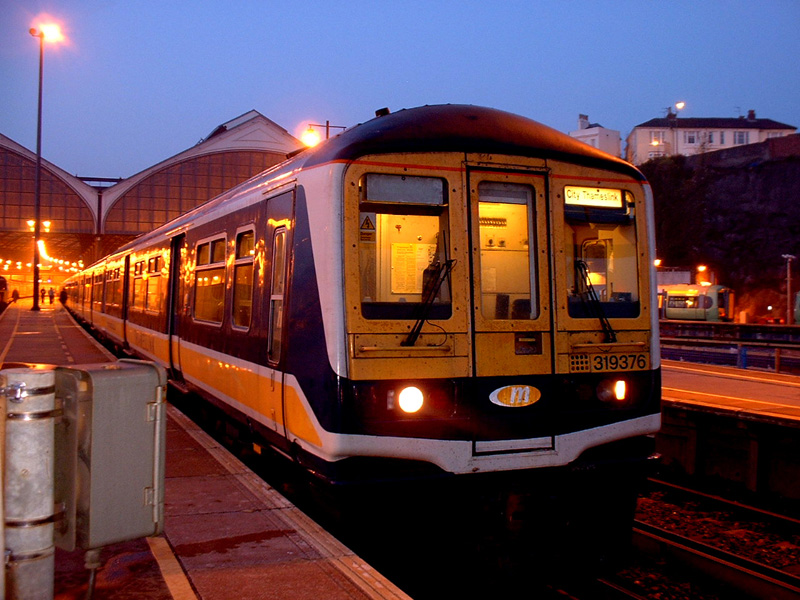
於本站停靠的泰晤士連線列車（英國鐵路319型電力動車組）

本站的列車服務均由戈維亞泰晤士連線鐵路（Govia Thameslink Railway）公司以不同品牌（包括南方鐵路、蓋特威克特快及泰晤士連線）提供。在法爾馬球場舉辦賽事的日子裡，本站亦設有來往法爾馬站的列車以接載觀眾。

### 南方鐵路
非繁忙時間，本站的南方鐵路列車班次（每小時）為：
- 2班 往西福德
- 1班 往黑斯廷斯（經義本）
- 1班 往樸茨茅夫港
- 1班 往南安普頓中央
- 2班 往霍夫

在繁忙時間及週六，本站額外設有每小時一班前往歐爾（Ore，黑斯廷斯東部郊區）。在繁忙時間，亦有部分列車前往利特爾漢普頓。
2020年5月起，南方鐵路取消了非繁忙時間每小時2班來往本站和倫敦維多利亞車站的列車服務。

### 蓋特威克特快
非繁忙時間，本站的蓋特威克特快列車班次（每小時）為：
- 2班 往倫敦維多利亞（本站至海沃茲希斯站間不停站）

在繁忙時間，部分列車班次會在本站和蓋特威克機場之間增停普雷斯頓公園、哈索克斯、布傑斯山和海沃茲希斯站。

### 泰晤士連線
非繁忙時間，本站的泰晤士連線列車班次（每小時）為：
- 2班 往貝德福德（經蓋特威克機場、倫敦橋和盧頓）
- 2班 往劍橋（經蓋特威克機場、倫敦橋和斯蒂夫尼奇）

在週日，來往劍橋和本站的列車班次會縮減至每小時1班。